# Tips
Tips va ser un programa de Televisió Espanyola, estrenat a La 2 el 19 de setembre de 2016 i l'últim episodi del qual es va emetre el 30 de juny de 2017. Presentat per Ruth Jiménez i Txabi Franquesa, és un magazín amb molts col·laboradors que mostren seccions diferents. El títol del programa, Tips, és una paraula que vol dir consell o recomanació, ja que a les diferents seccions es van mostrant diferents trucs o idees noves.
Entre els reporters hi hagué els valencians Eugeni Alemany i Maria Fuster.